# Cincinnati Open 2016
Il Cincinnati Open 2016 (conosciuto anche come Western & Southern Open 2016 per motivi di sponsorizzazione) è stato un torneo di tennis giocato sul cemento. È stato la 115ª edizione del torneo maschile e l'85ª di quello femminile, che fa parte della categoria Masters 1000 nell'ambito dell'ATP World Tour 2016, e della categoria Premier nell'ambito del WTA Tour 2016. Sia il torneo maschile che quello femminile si sono giocati al Lindner Family Tennis Center di Mason, vicino a Cincinnati, in Ohio negli USA, fra il 13 e il 21 agosto 2016.

## Partecipanti ATP

### Teste di serie
| Nazionalità | Giocatore             | Ranking* | Testa di serie |
| ----------- | --------------------- | -------- | -------------- |
| Regno Unito | Andy Murray           | 2        | 1              |
| Svizzera    | Stan Wawrinka         | 4        | 2              |
| Spagna      | Rafael Nadal          | 5        | 3              |
| Canada      | Milos Raonic          | 6        | 4              |
| Giappone    | Kei Nishikori         | 7        | 5              |
| Rep. Ceca   | Tomáš Berdych         | 8        | 6              |
| Francia     | Jo-Wilfried Tsonga    | 9        | 7              |
| Austria     | Dominic Thiem         | 10       | 8              |
| Francia     | Gaël Monfils          | 11       | 9              |
| Spagna      | David Ferrer          | 12       | 10             |
| Belgio      | David Goffin          | 13       | 11             |
| Croazia     | Marin Čilić           | 14       | 12             |
| Francia     | Richard Gasquet       | 15       | 13             |
| Australia   | Nick Kyrgios          | 16       | 14             |
| Spagna      | Roberto Bautista Agut | 17       | 15             |
| Spagna      | Feliciano López       | 18       | 16             |

* Ranking all'8 agosto 2016.

### Altri partecipanti
I seguenti giocatori hanno ricevuto una wild card per il tabellone principale:
- Jared Donaldson
- Taylor Fritz
- Reilly Opelka
- Fernando Verdasco

I seguenti giocatori sono entrati in tabellone con il ranking protetto:
- Julien Benneteau
- Juan Mónaco
- Janko Tipsarević

I seguenti giocatori sono passati dalle qualificazioni:

- Nikoloz Basilašvili
- Malek Jaziri
- Michail Južnyj
- John Millman
- Yūichi Sugita
- Jiří Veselý
- Miša Zverev

Il seguente giocatore è entrato in tabellone come lucky loser:
- Adrian Mannarino

## Partecipanti WTA

### Teste di serie
| Nazionalità | Giocatrice               | Ranking* | Teste di serie |
| ----------- | ------------------------ | -------- | -------------- |
| Stati Uniti | Serena Williams          | 1        | 1              |
| Germania    | Angelique Kerber         | 2        | 2              |
| Romania     | Simona Halep             | 3        | 3              |
| Spagna      | Garbiñe Muguruza         | 4        | 4              |
| Polonia     | Agnieszka Radwańska      | 5        | 5              |
| Italia      | Roberta Vinci            | 8        | 6              |
| Russia      | Svetlana Kuznecova       | 10       | 7              |
| Slovacchia  | Dominika Cibulková       | 11       | 8              |
| Spagna      | Carla Suárez Navarro     | 12       | 9              |
| Regno Unito | Johanna Konta            | 13       | 10             |
| Rep. Ceca   | Petra Kvitová            | 14       | 11             |
| Svizzera    | Timea Bacsinszky         | 15       | 12             |
| Svizzera    | Belinda Bencic           | 16       | 13             |
| Australia   | Samantha Stosur          | 17       | 14             |
| Rep. Ceca   | Karolína Plíšková        | 18       | 15             |
| Russia      | Anastasija Pavljučenkova | 19       | 16             |
| Ucraina     | Elina Svitolina          | 20       | 17             |

* Ranking all'8 agosto 2016.

### Altre partecipanti
Le seguenti giocatrici hanno ricevuto una wild card per il tabellone principale:
- Louisa Chirico
- Christina McHale
- Serena Williams

Le seguenti giocatrici sono passate dalle qualificazioni:

- Tímea Babos
- Annika Beck
- Kateryna Bondarenko
- Eugenie Bouchard
- Alizé Cornet
- Varvara Flink
- Dar'ja Gavrilova
- Kurumi Nara
- Alison Riske
- Donna Vekić
- Zheng Saisai
- Zhang Shuai

Le seguenti giocatrici sono entrate in tabellone come lucky loser:
- Misaki Doi
- Viktorija Golubic
- Johanna Larsson
- Cvetana Pironkova

## Campioni

### Singolare maschile
Marin Čilić ha sconfitto in finale  Andy Murray con il punteggio di 6–4, 7–5.
- È il quindicesimo titolo in carriera per Čilić, il primo della stagione e primo 1000 della carriera.

### Singolare femminile
Karolína Plíšková ha sconfitto in finale  Angelique Kerber con il punteggio di 6–3, 6–1.
- È il sesto titolo in carriera per la Plíšková, il secondo della stagione.

### Doppio maschile
Ivan Dodig /  Marcelo Melo hanno sconfitto in finale  Jean-Julien Rojer /  Horia Tecău con il punteggio di 7–6(5), 6(5)–7, [10–6].

### Doppio femminile
Sania Mirza /  Barbora Strýcová hanno sconfitto in finale  Martina Hingis /  Coco Vandeweghe con il punteggio 7–5, 6–4.